# غونزالو فييرا
غونزالو فييرا (بالإسبانية: Gonzalo Viera)‏ لاعب كرة قدم أوروغواياني لعب سابقاً في نادي الريان القطري .
مثل عدة أندية أوروغوايانية و سيرو بورتينيو الباراغواياني ووقع مع نادي الريان عام 2015 .

## روابط خارجية
- غونزالو فييرا على موقع قاعدة بيانات كرة القدم.إي يو (الإنجليزية)
- غونزالو فييرا على موقع Soccerway.com (الإنجليزية)